# Krimpens Belang
Krimpens Belang is een lokale politieke partij in de Nederlandse gemeente Krimpen aan den IJssel.
In 2018 stapten de raadsleden Sethi Plaisier en Saskia Bijl uit de fractie van Leefbaar Krimpen. Zij gingen zelfstandig verder onder de naam Krimpens Belang. In 2019 werd de partij officieel opgericht.
In mei 2020 nam Krimpens Belang deel aan de nieuwe coalitie, nadat het vorige college in december 2019 was gevallen. De partij levert overigens geen wethouder.
In 2022 zal Krimpens Belang deelnemen aan de gemeenteverkiezingen.